# CAMEL WIZARD
카멜 위저드(CAMEL WIZARD)는 가고시마현 출신인 일본의 남자 록 밴드이다.

## 개략
2003년 4월 가고시마 국제 대학교에서 결성하여, 가고시마 현을 거점으로 일본 전국의 라이브하우스에 출연하면서 인지도를 얻었다. 그리고 2006년 7월 19일에 앨범 "二人の距離"(두 사람의 거리)로 데뷔했다. 남국풍의 고운 멜로디가 특징의 밴드이다.

## 멤버
- 고조노 준노스케(小園 淳之輔, 1982년 7월 31일 - ) : 보컬, 기타
- 오가와우치 신고(小川内 真悟, 1983년 5월 28일 - ) : 베이스 기타, 코러스
- 에마(絵馬, 1983년 10월 9일 - ) : 드럼, 코러스

## 디스코그라피

### 싱글
- CAMEL WIZARD (콘서트 회장 한정 판매)

### 앨범
| 타이틀      | 의미           | 발매일            |
| ----------- | -------------- | ----------------- |
| C.W.        |                | ※인디즈 미니 앨범 |
| It’s FINE!  |                | ※인디즈 미니 앨범 |
| Island tree |                | ※인디즈 앨범      |
| 二人の距離  | 두 사람의 거리 | 2006년 7월 19일   |

## 참가 작품
- Gimme MUSIC

2006년 7월 5일 발매

## 같이 보기
- 차콜 필터 - 같은 프로덕션 선배이고 사이가 좋은 밴드.